# アラン・ロドリゲス・デ・ソウザ
アラン・ロドリゲス・デ・ソウザ（Allan Rodrigues de Souza、1997年3月3日 - ）は、ブラジル・ポルト・アレグレ出身のプロサッカー選手。ブラジル・セリエA・CRフラメンゴ所属。ポジションはMF。

## 経歴
SCインテルナシオナルの下部組織出身。2015年夏、プレミアリーグのリヴァプールFCに50万ポンドで移籍。
2015年9月、ヴェイッカウスリーガのセイナヨエン・ヤルカパッロケルホに短期レンタル。クオピオン・パロセウラ戦で初ゴール。最終的に8試合に出場し、クラブのリーグタイトル獲得に貢献した。10月にリヴァプールに復帰。
2016年1月、ジュピラー・プロ・リーグのシント＝トロイデンVVにレンタル移籍。
2016-17シーズンはじめ、労働許可証取得のためリヴァプールに復帰したが、許可証取得は認められなかった。
2016年8月、ヘルタ・ベルリンにレンタル移籍。
2018年7月25日、アイントラハト・フランクフルトにシーズン終了までのレンタル移籍が発表された。
2019年2月15日、フルミネンセFCにシーズン終了までのレンタル移籍が発表された。
2020年1月9日、アトレチコ・ミネイロへ完全移籍が発表された。最後まで英国での労働許可が降りることはなく、リヴァプールでの在籍4年半で出場は0に終わった。
2023年7月2日、CRフラメンゴに移籍した。